# ボブ・ブラウン (プロレスラー)
ブルドッグ・ボブ・ブラウン（"Bulldog" Bob Brown、本名：Robert Harold Brown、1938年10月16日 - 1997年2月5日）は、カナダ・マニトバ州出身のプロレスラー。
"ブルドッグ" の異名通りのブルファイターとして、カナダ各地やアメリカ合衆国中西部のNWAセントラル・ステーツ地区を主戦場に活動。ブッカーやカラー・コメンテーターを兼任するなどリング外でも活躍した。

## 来歴
警察官を経て、1950年代後半にプロレスラーとしてデビュー。以後、1960年代前半までは地元マニトバの団体マディソン・レスリング・クラブにて活動。1965年よりアメリカ合衆国に本格的に進出し、ミズーリおよびカンザスを拠点とするNWAセントラル・ステーツ地区に登場。同地区のプロモーターでもあったボブ・ガイゲルとのコンビでセントラル・ステーツ版のNWA北米タッグ王座を通算5回獲得した。
1969年にカナダに戻り、バンクーバーのNWAオールスター・レスリングで活動。1970年10月9日にドン・レオ・ジョナサン、1972年2月7日にマーク・ルーインからNWA太平洋岸ヘビー級王座を奪取した。タッグではジン・キニスキーやビッグ・ジョン・クインのパートナーとなり、NWAカナディアン・タッグ王座を再三獲得している。
1973年より再びセントラル・ステーツ地区に参戦して、以降1980年代にかけて同地区に定着。1973年10月11日にはフラッグシップ・タイトルであるNWAセントラル・ステーツ・ヘビー級王座をハーリー・レイスから奪取。その後もレイス（1974年8月1日）、マイク・ジョージ（1976年4月10日、同年9月5日、1980年10月23日）、ボブ・スウィータン（1977年10月30日、1981年12月14日）、ジ・アサシン（1980年2月4日）、キラー・カール・コックス（1980年8月16日）、デューイ・ロバートソン（1983年5月12日）、ビル・ダンディー（1987年2月27日）らを破り同王座を獲得するなど、戴冠歴は通算20回におよぶ。
タッグマッチでは、1974年2月28日にロード・アル・ヘイズと組んでジョージ&ジム・ブランゼル、1978年10月14日にはスウィータンをパートナーにジェシー・ベンチュラ&タンク・パットンから同地区版のNWA世界タッグ王座を奪取。セントラル・ステーツ・タッグ王座には、1980年3月20日にディック・マードックとのコンビでブルーザー・ブロディ&アーニー・ラッド、同年6月18日にもパット・オコーナーと組んでタカチホ&パク・ソン、1984年12月9日にはマーティ・ジャネッティを従えてジプシー・ジョー&ミスター・ポーゴを下すなど、通算10回戴冠した。
また、同地区ではブッキング業務も担当し、NWAの基幹団体「セントラル・ステーツ・レスリング」の番頭格となってボブ・ガイゲルをサポート。日本へは1973年2月に全日本プロレスに初参戦しており、以降もNWAのエージェント兼任の中堅外国人選手として、1985年3月まで6回に渡って来日した。なお、1986年4月20日にミネアポリスのメトロドームで開催されたAWAのビッグイベント "WrestleRock" ではジャイアント馬場とシングルマッチで対戦している。 
WWFの全米侵攻に伴いプロレスリング・ビジネスのテリトリー制が崩壊し、アライアンスとしてのNWAが事実上解体した1980年代後半からは、アメリカを離れ故郷のカナダにて活動。ノバスコシアやニューブランズウィックなど大西洋岸のマリタイム地区を拠点とするアトランティック・グランプリ・レスリングでは、海外武者修行中だったマサ・チョーノこと蝶野正洋をパートナーに、1988年7月にレオ・バーク&キューバン・アサシンを破ってAGPW北米タッグ王座を獲得している。カルガリーのスタンピード・レスリングではリック・バレンタインこと甥のケリー・ブラウンとコンビを組み、1989年6月9日にクリス・ベノワ&ビーフ・ウェリントンからインターナショナル・タッグ王座を奪取した。
その後はウィニペグのインディー団体WFWAの運営に携わりつつ、レスラーとしても1992年頃までリングに上がり、クリス・ジェリコ、ランス・ストーム、ドン・キャリスなど当時の若手選手とも対戦。彼らの育成に尽力した。
1996年に心臓発作を起こしてプロレス業界から引退し、往時の主戦場セントラル・ステーツ・レスリングの本拠地だったカンザスシティにてカジノの警備員に転じた。1997年2月5日、58歳で死去。

## 得意技
- レッグ・ドロップ
- シュミット式バックブリーカー

## 獲得タイトル
マディソン・レスリング・クラブ
- MWCヘビー級王座：7回[3]
- MWCタッグ王座：4回（w / John DePaulo、Bill Kochen×2、ローン・コーレ）[3]

セントラル・ステーツ・レスリング
- NWAセントラル・ステーツ・ヘビー王座：20回[7]
- NWAセントラル・ステーツ・タッグ王座：10回（w / ガマ・シン（英語版）、ディック・マードック、パット・オコーナー、ルーファス・R・ジョーンズ、テリー・テイラー、バズ・タイラー×3、マーティ・ジャネッティ、キューバン・アサシン）[9]
- NWA世界タッグ王座（セントラル・ステーツ版）：5回（w / ロード・アル・ヘイズ、ミツオ・ハタ×2、アレックス・スミルノフ、ボブ・スウィータン）[8]
- NWA北米タッグ王座（セントラル・ステーツ版）：5回（w / ボブ・ガイゲル）[4]
- NWA USヘビー級王座（セントラル・ステーツ版）：1回

NWAオールスター・レスリング
- NWA太平洋岸ヘビー級王座：3回[5]
- NWAカナディアン・タッグ王座（バンクーバー版）：9回（w / ダッチ・サベージ×2、ビッグ・ジョン・クイン×4、ジン・キニスキー×2、アル・トムコ）[6]
- NWAインターナショナル・タッグ王座（バンクーバー版）：1回（w / バズ・タイラー）

アトランティック・グランプリ・レスリング
- AGPW北米タッグ王座：3回（w / Great Pogo Langie、リック・バレンタイン（英語版）、マサ・チョーノ）[11]

スタンピード・レスリング
- インターナショナル・タッグ王座（カルガリー版）：1回（w / ケリー・ブラウン（英語版））[13]